# NA-4113
La  NA-4113  es una carretera local perteneciente a la Red de Carreteras de Navarra que se inicia en PK 10,71 de NA-411 y termina en Erbiti. Tiene una longitud de 0,43 kilómetros.